# Alcool isopropylique
Pour les articles homonymes, voir IPA.
L'alcool isopropylique (aussi connu sous le nom non conforme d'isopropanol) est le nom commun du propan-2-ol, composé chimique incolore et inflammable dont la formule chimique est CH3CH(OH)-CH3. C'est l'un des deux isomères du propanol (l'autre étant le propan-1-ol). Il est aussi connu sous son nom abrégé IPA (acronyme de l'anglais IsoPropyl Alcohol).

## Production et synthèse
Il s'obtient à partir de la réduction de l'acétone par le tétrahydruroborate de sodium.
Un autre procédé de fabrication consiste en une hydratation indirecte du propylène par l'acide sulfurique à 70 %, suivie d'une hydrolyse qui conduit à l'alcool isopropylique.
La fabrication de l'alcool isopropylique via le procédé à l'acide fort est considéré cancérogène pour l'homme par le centre international de recherche sur le cancer de l'Organisation Mondiale de la Santé.

## Utilisations

### Solvant
L'alcool isopropylique sert de décapant, dégraissant et dissolvant dans l'industrie.
Il est également employé comme additif de l'essence.

### Usages désinfectants, médicaux et vétérinaires
L'alcool isopropylique s'utilise comme biocide, notamment dans l'une des deux formulations des solutions hydroalcooliques recommandées par l’OMS — la première étant à base d'éthanol — à une concentration de 99,8 % et testée par des laboratoires de référence de l’OMS conformément aux normes EN (EN 1500).
Les garnitures de stérilisation contiennent typiquement une solution de 72 % d'alcool isopropylique dilué dans l'eau.
Il est employé comme désinfectant (pour surface inerte lisse préalablement nettoyée) et comme antiseptique (sur tissu vivant).
L'alcool isopropylique est le composant principal des « alcools à friction » (qui contiennent aussi de l'eau, des colorants, parfums...) par exemple utilisés pour masser des muscles douloureux.

### Conservateur
Dans les laboratoires ou musées d'histoire naturelle, des organismes appartenant à diverses espèces sont conservées dans des bocaux emplis d'alcool dilué.

### Physique, laboratoires
L'alcool isopropylique est aussi utilisé dans les chambres à brouillard, ou chambre de Wilson, expérience révélant le passage de certaines particules comme les muons.
Il est enfin utilisé en biologie moléculaire afin de précipiter l'ADN lors de la préparation de celui-ci à partir d'extraits cellulaires.

### Autres usages
L'alcool isopropylique pur (à plus de 99 %) est utilisé en imprimerie offset. Il permet de réduire la tension superficielle de la solution de mouillage, tout en augmentant sa viscosité. Par souci pour l'environnement, les dosages diminuent, et il est remplacé par des additifs moins nocifs. Les États-Unis n'utilisent plus d'alcool en imprimerie depuis les années 1980.
L'alcool isopropylique est l'« essence » utilisée dans les lampes Berger.
L'alcool isopropylique est parfois bu par des alcooliques en manque, avec alors des symptômes d'ébriété et des risques d'empoisonnement.
L'alcool isopropylique est utilisé en impression 3D FFF (par accrétion de couches de matière) pour le nettoyage du plateau d'accroche. De même, dans les imprimantes à résine liquide, il est utilisé pour le nettoyage des pièces avant le séchage aux UV. Si certains utilisent un bain à ultrasons pour obtenir un meilleur nettoyage des pièces, il est déconseillé d'utiliser de l'alcool isopropylique, ce dernier étant inflammable. En remplacement, il est possible d'utiliser de l'éther de dipropylène glycol monométhylique (DPM) ou de l'éther de tripropylène glycol monométhylique (TPM),.

## Précaution
L'alcool isopropylique est inflammable et irritant. Il doit être maintenu loin de la chaleur et de toute flamme. Les symptômes de l'empoisonnement à l'alcool isopropylique se traduisent par des maux de tête, vertiges, dépression mentale, nausées, vomissements, narcolepsie et coma. Il est conseillé de l'utiliser dans des endroits bien aérés avec des gants protecteurs.